# Lavrente Calinov
Lavrente Calinov (n. 16 august 1936, Mila 23, județul Tulcea - d. 6 martie 2018, București) a fost un canoist român de etnie lipovean, a câștigat o medalie la campionatele mondiale de caiac-canoe și 5 medalii la campionatele europene.
Și-a început cariera la Clubul Sportiv al Armatei Steaua București în 1957 după recrutarea în serviciul militar. A devenit membru al Clubului Sportiv Dinamo din București în 1958 până la încheierea carierei în 1968. 
A fost campion național al României între 1957 și 1967 la canoe dublu C2 10,000 m, dar a participat ocazional și la proba canoe dublu C2 1.000 m. Trăgea cu pagaia pe partea dreaptă.

## Începuturi
Lavrente Calinov s-a născut în satul Mila 23, Comuna Crișan, Tulcea România, ca fiul lui Ignat și Lucheria. Satul Mila 23 era locuit în exclusivitate de Lipoveni. Până la 16 ani a locuit în sat și a început să pescuiască împreună cu tatăl său de la vârsta de 10 ani. La vârsta de 16 ani s-a mutat la Sulina. La Sulina a început să lucreze ca ajutor de pescar pe Marea Neagră ducând o viață aspră. A fost încorporat în serviciul militar obligatoriu în 1956 la arma artilerie la Caracal.

## Cariera la Clubul Steaua
Lavrente și-a început cariera la Clubul Sportiv Steaua București în 1956, unde a fost recomandat de niște consăteni ai săi și ca urmare a renumelui pe care lipovenii îl aveau pentru performanțele la caiac-canoe. Aici câștigă primele medalii din palmares, bronz la Europene în 1957  și argint la Mondiale în 1958 
Proba în care a fost consacrat a fost canoe dublu 10.000 m, o probă de anduranță deosebit de solicitantă. În acea perioadă, proba de 10.000 m nu era probă olimpică, așa că Lavrente nu a participat niciodată la jocuri olimpice de-a lungul carierei.

## Cariera la Clubul Dinamo
După 1958 Lavrente s-a transferat la Dinamo unde și-a continuat și finalizat cariera sportivă până în 1968.

## Palmares internațional
Ortografia numelui din registrele oficiale ale Federației Internationale de Caiac-Canoe este greșită, numele său fiind înregistrat Kalinov în loc de numele său oficial Calinov.

| Campionate Mondiale de caiac-canoe | Campionate Mondiale de caiac-canoe | Campionate Mondiale de caiac-canoe | Campionate Mondiale de caiac-canoe |
| An                                 | Loc                                | Medalie                            | Proba                              |
| ---------------------------------- | ---------------------------------- | ---------------------------------- | ---------------------------------- |
| 1958                               | Praga Cehoslovacia                 | Argint                             | C2 10000 m                         |
| Campionate Europene de caiac-canoe |                                    |                                    |                                    |
| An                                 | Loc                                | Medalie                            | Proba                              |
| 1957                               | Gent Belgia                        | Bronz                              | C2 10000 m                         |
| 1959                               | Duisburg Germania                  | Argint                             | C2 1000 m                          |
| 1959                               | Duisburg Germania                  | Bronz                              | C2 10000 m                         |
| 1961                               | Poznań Polonia                     | Bronz                              | C2 10000 m                         |
| 1963                               | Jajce Iugoslavia                   | Bronz                              | C2 10000 m                         |

## Viața personală
S-a căsătorit în 1963 cu Aniuta Pogor și a avut doi copii, Iulian Doroftei, născut în 1967 și Olga Lucheria, născută în 1972. După finalizarea carierei sportive a lucrat ca subofițer de miliție și a ieșit la pensie în 1990.
Numele său ocupă un loc de cinste printre personalitățile pe care satul Mila 23 le-a dat lumii sportului.

## Decesul
Lavrente Calinov a decedat la București, pe 6 martie 2018.

## Distincții
- Medalia „Meritul Sportiv” clasa I (25 octombrie 1966) „pentru rezultatele deosebite obținute în competițiile sportive internaționale, precum și pentru contribuția valoroasă adusă la dezvoltarea culturii fizice și sportului în țara noastră”[4]